# 潮間帶

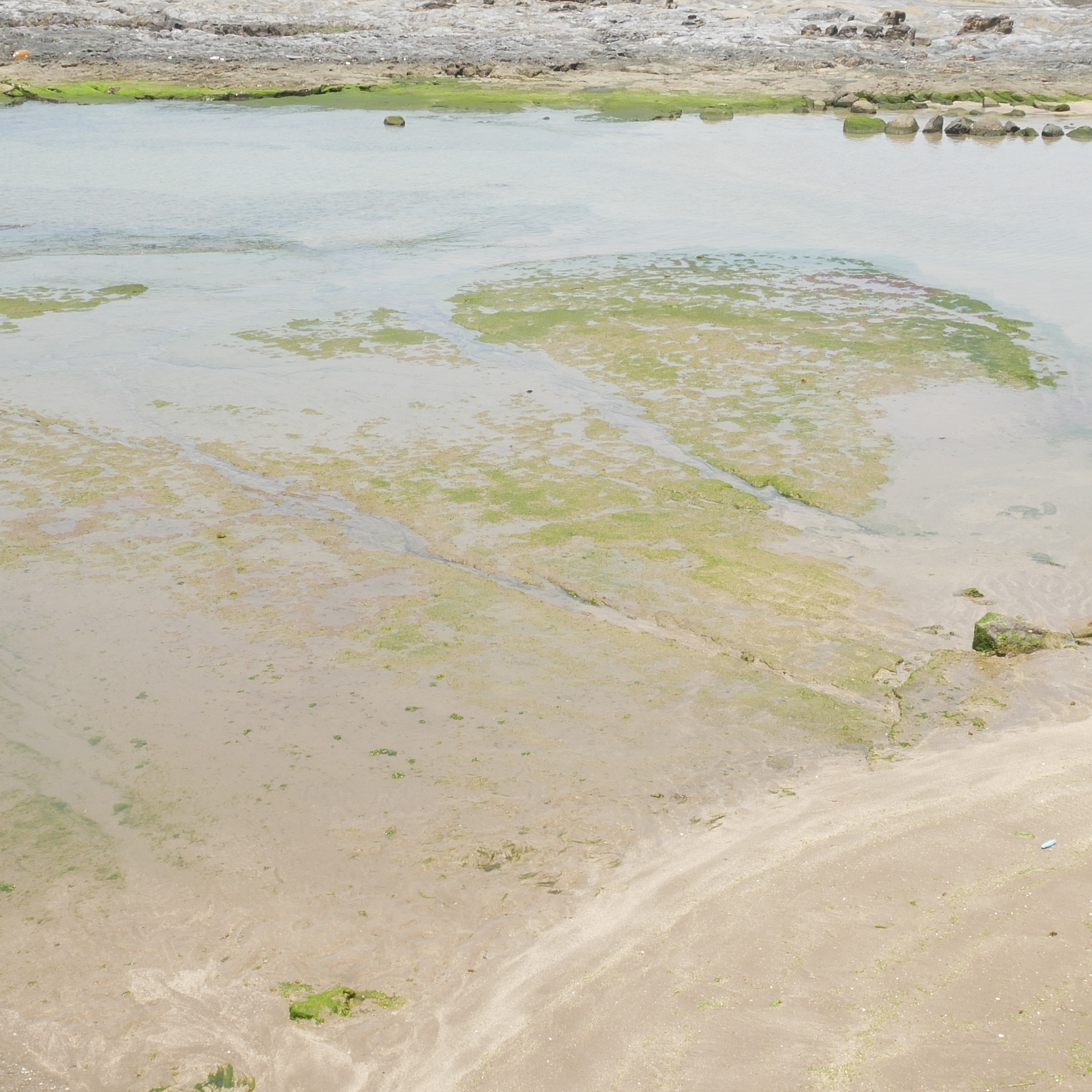
基隆市社寮的潮間帶

潮間帶（intertidal zone）是在潮汐大潮期的絕對高潮和絕對低潮間露出的海岸。海水漲潮到最高位（高潮線）和退潮時退至最低位（低潮線）之間，會曝露在空氣中的海岸部分。漲潮時，潮間帶被水淹沒；退潮時，潮間帶露出水面。潮間帶就是介於高潮線和低潮線之間的區域。潮間帶的幅度、隨潮差的大小、地區及坡度而異，潮間帶可以緩衝海浪直接衝擊陸地的力量，如果潮間帶太窄太小，大浪將對陸地造成大破壞。潮間帶環境也因地方的不同而有所差異，生活在其間生物也都不一樣。一般可分為軟底質的潮間帶，如：沙灘、泥灘底質等，就像淡水河口的紅樹林；另一種為硬底質的潮間帶，如：岩礁底質、礫石底質等。含有豐富的海洋貝類及水草。還可以在上面修風力渦輪機以便於發電，修建大壩以保證安全。屬於海洋生態系。

## 分層
不同種類的海洋生物由於忍受乾、濕的程度不同，牠們會佔據海岸間不同的位置，形成特殊的生態環境。這種各自適應環境的能力造成了潮間帶的生物分層帶狀分布的特色。
- 飛沫帶：為帶狀分布區最高、最乾燥的地方，僅在海浪衝擊礁岩岸所激起的飛沫所及之處有水分，多有玉黍螺、海蟑螂等生物。
- 上潮帶：只有在潮位較高的大潮汐時會被海水淹沒，大多的地區長時間都暴露在空氣中，其中有石蓴、藤壺等生物。
- 中潮帶：一天當中有部分時間被海水淹沒，部分時間暴露在空氣中，有石鼈、螺類等。
- 下潮帶：是潮間帶水份最充實的地方，通常都是潮濕的，有海星、陽隧足、褐澡等生物。

## 生物種類
由於環境變化相當劇烈，因此生物生存方式的差異相當大。
- 藻類:種類繁複的藻類在水域生態系統扮演重要角色。微觀下懸浮於水柱者(浮游植物)提供食物給大多數海洋食物鏈。
- 貝類:是生活在海裏的動物的堅硬的保護外層。外殼是該動物的身體的一部分。空貝殼經常被海岸巨浪衝上海岸。
- 甲殼類:常見的物種，它們大部分有兩對觸角和適應在水中生活的鰓，以及用來保護身體的甲殼。
- 棘皮動物:棘皮動物的再生能力很強。許多棘皮動物為了逃生會自動斷腕或排出內臟，而這些器官之後又會再生。
- 魚類:在潮間帶的魚類占少數，如:彈塗魚、蝦虎魚等

## 外部連結
- Enchanted Learning （页面存档备份，存于）
- Enyclopædia Britannica （页面存档备份，存于）
- Watch the online documentary The Intertidal Zone （页面存档备份，存于）